# Benesirnitz
Benesirnitz je naselje v Občini Albeck v Okraju Trg na Koroškem v Avstriji.